# Du gris
Du gris est une chanson française de Bénech et Dumont, paroles de Ernest Dumont,  musique de Ferdinand-Louis Bénech, interprétée la première fois par Georgel en 1920 et éditée par Louis Bénech éditeur.

## Histoire de la chanson
Popularisée par Georgel en 1920 puis Emma Liébel en 1925, la création de cette chanson sur scène est souvent attribuée à Fréhel, alors que celle-ci faisait partie du répertoire de Berthe Sylva,.  
Cette dernière chante Du gris  en 1925, lors d'une soirée organisée à l'Olympia[réf. nécessaire] après son retour parisien en 1925, après son rapatriement de Turquie. Mais Fréhel n'a pas laissé d'enregistrement de cette chanson.

## Enregistrements
- Berthe Sylva (enregistrement 1931, nouvel enregistrement 1961)[5].
- Damia (diffusion télévisée notice ina n° CPB79057757, le 23 avril 1979, lors de l'émission Rétro Folies)
- Georgel (des Concerts parisiens)[6]
- 1954, Simone Réal, orch. dir. Georges Dujardin (Pathé 45EA5)[7]
- 1959 Germaine Montero, réédité en 1963[8].
- 1961, Mistigri (45 t. BAM EX257)[9]
- 1963, Colette Ritz et l'orchestre de Bruno Lorenzoni (Vega 45VJ403)[10]; réédité sans date (Saphir LDP5565)[11]
- 19??, Pierrette Souplex (Violet 6913)[12]
- Annie Flore
- 19??, Georgette Plana (Vogue EPL8319)[13]
- 1980, Renaud (Le P'tit Bal du samedi soir et autres chansons réalistes)

## Au cinéma
Les interprètes successifs ayant enregistré la chanson ont parfois modifié les paroles (inversion, changements des mots et élisions, …) Charles Vanel en fredonne une partie à Yves Montand dans Le salaire de la peur de Clouzot en lui disant "T as pas connu ça, toi".